# Винницкое сельское поселение
Ви́нницкое се́льское поселе́ние — муниципальное образование в составе Подпорожского района Ленинградской области. Административный центр — село Винницы.
Главой поселения является Лапикова Мария Михайловна, главой администрации — Каляшова Анна Александровна.

## Географическое положение
Поселение расположено в юго-восточной части Подпорожского района.
Расстояние от административного центра поселения до районного центра — 75 км.
Граничит:
- на севере — с Подпорожским городским поселением
- на северо-востоке — с Вознесенским городским поселением
- на востоке — с Вологодской областью
- на юге — с Тихвинским муниципальным районом
- на западе — с Лодейнопольским муниципальным районом

По территории поселения проходят автодороги:
- 41К-016 (Станция Оять — Плотично)
- 41К-713 (Винницы — Казыченская)
- 41К-714 (Лукинская — Пелдуши)
- 41К-715 (Курба — Миницкая)
- 41К-717 (подъезд к деревне Шондовичи)
- 41К-731 (подъезд к деревне Чикозеро)
- 41К-733 (подъезд к деревне Кузьминская)
- 41К-734 (подъезд к деревне Матрёновщина)
- 41К-736 (Немжа — Еремеевская)
- 41К-738 (подъезд к деревне Лашково)
- 41К-739 (Макарьевская — Васильевская)
- 41К-740 (подъезд к деревне Ильинская)
- 41К-742 (подъезд к посёлку Игнатовское)

По территории поселения протекает множество рек, крупнейшей из которых является Оять, имеется множество озёр.

## История
В середине XIX века в составе Лодейнопольского уезда Олонецкой губернии была образована Винницкая волость.
В начале 1920-х годов в составе Винницкой волости был образован Винницкий сельсовет.
В августе 1927 года Винницкий сельсовет вошёл в состав вновь образованного Винницкого района Лодейнопольского округа Ленинградской области.
В ноябре 1928 года в состав Винницкого сельсовета вошёл Тукшинский сельсовет.
По данным 1933 года центром Винницкого сельсовета являлась деревня Андроновская, в состав сельсовета входило 42 населённых пункта, население — 2870 чел.
1 февраля 1963 года Винницкий район был ликвидирован, Винницкий сельсовет вошёл в состав Лодейнопольского района, а 11 января 1965 года — в состав Подпорожского района.
22 мая 1965 года к Винницкому сельсовету присоединён Гонгинский сельсовет.
По данным 1973 года центром сельсовета являлось село Винницы (в которое включена деревня Андроновская).
18 января 1994 года постановлением главы администрации Ленинградской области № 10 «Об изменениях административно-территориального устройства районов Ленинградской области» Винницкий сельсовет, также как и все другие сельсоветы области, преобразован в Винницкую волость.
1 января 2006 года в соответствии с областным законом № 51-оз от 1 сентября 2004 года «Об установлении границ и наделении соответствующим статусом муниципального образования Подпорожский муниципальный район и муниципальных образований в его составе» образовано Винницкое сельское поселение, в его состав вошли территории бывших Винницкой, Курбинской, Озёрской и Ярославской волостей.

## Население
| 2006  | 2010  | 2011  | 2012  | 2013  | 2014  | 2015  |
| ----- | ----- | ----- | ----- | ----- | ----- | ----- |
| 4000  | ↘3603 | ↘3591 | ↘3507 | ↘3425 | ↘3340 | ↘3290 |
| 2016  | 2017  | 2018  | 2019  | 2020  | 2021  | 2023  |
| ↘3193 | ↘3085 | ↘2960 | ↘2838 | ↘2735 | ↘1637 | ↘1541 |
| 2024  | 2025  |       |       |       |       |       |
| ↘1496 | ↘1476 |       |       |       |       |       |

По переписи 2002 года вепсов в поселении насчитывалось 1035 человек, 20 лет назад их было 2615 человек.

## Состав сельского поселения
| №  | Населённый пункт | Тип населённого пункта       | Население    |
| -- | ---------------- | ---------------------------- | ------------ |
| 1  | Аверкиевская     | деревня                      | ↘2 (2017)    |
| 2  | Алексеевская     | деревня                      | ↗13 (2017)   |
| 3  | Бахарево         | деревня                      | ↘15 (2017)   |
| 4  | Васильевская     | деревня                      | ↗15 (2017)   |
| 5  | Великий Двор     | деревня                      | ↘17 (2017)   |
| 6  | Винницы          | село, административный центр | ↘2059 (2017) |
| 7  | Грибановская     | деревня                      | ↘22 (2017)   |
| 8  | Еремеевская      | деревня                      | ↘17 (2017)   |
| 9  | Заяцкая          | деревня                      | →14 (2017)   |
| 10 | Зиновий Наволок  | деревня                      | ↗13 (2017)   |
| 11 | Игнатовское      | посёлок                      | ↗86 (2017)   |
| 12 | Ильинская        | деревня                      | ↘0 (2017)    |
| 13 | Казыченская      | деревня                      | ↗59 (2017)   |
| 14 | Кармановская     | деревня                      | ↘63 (2017)   |
| 15 | Кузра            | посёлок                      | ↘91 (2017)   |
| 16 | Кузьминская      | деревня                      | ↗3 (2017)    |
| 17 | Курба            | посёлок                      | ↘275 (2017)  |
| 18 | Лаврово          | деревня                      | ↘6 (2017)    |
| 19 | Лашково          | деревня                      | ↗7 (2017)    |
| 20 | Лукинская        | деревня                      | ↘197 (2017)  |
| 21 | Макарьевская     | деревня                      | ↘5 (2017)    |
| 22 | Мартемьяновская  | деревня                      | ↘8 (2017)    |
| 23 | Матрёновщина     | деревня                      | →1 (2017)    |
| 24 | Миницкая         | деревня                      | ↘38 (2017)   |
| 25 | Некрасово        | деревня                      | ↘1 (2017)    |
| 26 | Никулинская      | деревня                      | →11 (2017)   |
| 27 | Норгино          | деревня                      | ↗37 (2017)   |
| 28 | Ожеговская       | деревня                      | ↗7 (2017)    |
| 29 | Пёлдуши          | деревня                      | ↘4 (2017)    |
| 30 | Савинская        | деревня                      | ↗12 (2017)   |
| 31 | Средняя          | деревня                      | →5 (2017)    |
| 32 | Тумазы           | деревня                      | ↘6 (2017)    |
| 33 | Фёдоровская      | деревня                      | ↘4 (2017)    |
| 34 | Феньково         | деревня                      | →8 (2017)    |
| 35 | Холодный Ручей   | деревня                      | ↘6 (2017)    |
| 36 | Чурручей         | деревня                      | →0 (2017)    |
| 37 | Шондовичи        | деревня                      | ↗49 (2017)   |
| 38 | Ярославичи       | деревня                      | ↗187 (2017)  |

## Культура
В селе Винницы расположен Центр вепсской культуры.
- Вепсский праздник — «Древо Жизни», проходит каждый год в селе Винницы Ленинградской области